# 石寓 (半山區)
22°16′51.46″N 114°08′21.90″E / 22.2809611°N 114.1394167°E

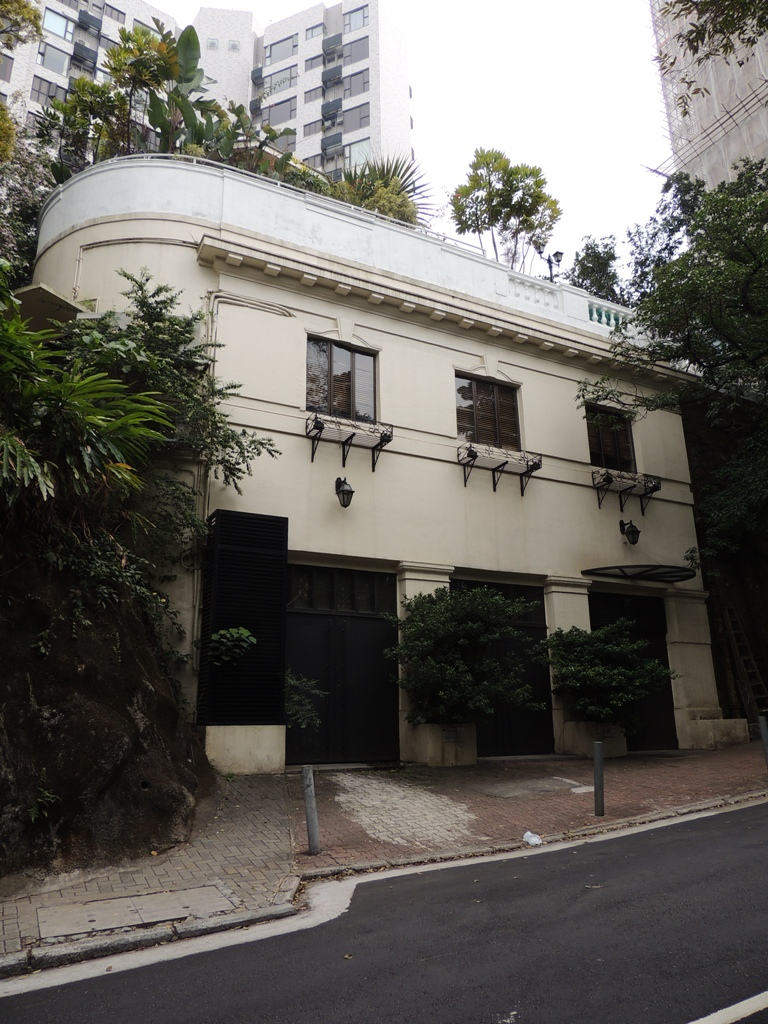
石寓

石寓（Stone House，又稱旭龢道15號）是香港現存以鋼筋及混凝土建造的最早期建築之一，位於香港島半山區旭龢道15號，現時已被列作香港三級歷史建築。
石寓於1923年興建，當時的用途是作為修車房之用。當時旭龢道一帶設有一些修車房為半山區居民服務。到了現在，石寓已成為現存僅有的一幢修車房。
香港重光後，該處停止作修車房用途。於1949年到1951年間，曾經作為香港外國記者會的會所。後來業權多番易手，直至1980年起，開始作為私人住宅用途。最近一次業權易手是2005年底進行的拍賣。近年該處曾經作為私房菜場地。
石寓樓高2層，是香港早期使用鋼筋及混凝土建造的建築物之一，其特點是外牆仍以磚頭和花崗岩堆砌而成。

## 外部連結
- 石寓-古物古蹟辦事處 （页面存档备份，存于）